# Adalbert Marksteiner
Adalbert Marksteiner, maďarsky Marosvári Béla (7. ledna 1919 Kovászi, nyní Covăsânț – 4. ledna 1976 Budapešť), v Československu uváděn jako Béla Marosvári, byl rumunsko-maďarský fotbalový útočník, reprezentant a trenér.

## Hráčská kariéra
S fotbalem začínal v Olympii Arad. Za Ripensii Temešvár hrál rumunskou ligu (19.09.1937–20.10.1940, 63 starty/62 branky), poté nastupoval v maďarské lize za Csepel Budapešť (17.11.1940–21.04.1951, 296/165). Získal jeden rumunský (1937/38) a tři maďarské tituly mistra ligy (1941/42, 1942/43 a 1947/48). V sezoně 1938/39 se stal nejlepším střelcem rumunské ligy. V roce 1948 byl zvolen maďarským fotbalistou roku.

### Reprezentace
- Rumunská fotbalová reprezentace (07.05.1939–18.05.1939, 2/0)[5]
- Maďarská fotbalová reprezentace (16.05.1943, 1/0)[1][2]

### Prvoligová bilance
| Ročník                     | Zápasy | Góly | Minuty | Klub                    |
| -------------------------- | ------ | ---- | ------ | ----------------------- |
| I. rum. liga 1937/38       | 17     | 18   | –      | Ripensia Temešvár       |
| I. rum. liga 1938/39       | 21     | 21   | –      | Ripensia Temešvár       |
| I. rum. liga 1939/40       | 19     | 15   | –      | Ripensia Temešvár       |
| I. rum. liga 1940/41       | 6      | 8    | –      | Ripensia Temešvár       |
| I. maď. liga 1940/41       | 13     | 5    | 1 170  | Weisz Manfréd FC Csepel |
| I. maď. liga 1941/42       | 29     | 19   | 2 610  | Weisz Manfréd FC Csepel |
| I. maď. liga 1942/43       | 30     | 20   | 2 700  | Weisz Manfréd FC Csepel |
| I. maď. liga 1943/44       | 26     | 13   | 2 340  | Weisz Manfréd FC Csepel |
| I. maď. liga 1944          | 1      | 0    | 90     | Csepel SC               |
| I. maď. liga 1944/45       | 11     | 8    | 990    | Csepel SC               |
| I. maď. liga 1945          | 21     | 9    | 1 890  | Csepel SC               |
| I. maď. liga 1945/46       | 36     | 29   | 3 240  | Csepel SC               |
| I. maď. liga 1946/47       | 30     | 18   | 2 700  | Csepel SC               |
| I. maď. liga 1947/48       | 31     | 22   | 2 790  | Csepeli Munkás TE       |
| I. maď. liga 1948/49       | 26     | 8    | 2 340  | Csepeli Munkás TE       |
| I. maď. liga 1949/50       | 25     | 8    | 2 250  | Csepeli Munkás TE       |
| I. maď. liga 1950          | 13     | 6    | 1 113  | Csepeli Munkás TE       |
| I. maď. liga 1951          | 4      | 0    | 298    | Csepeli Vasas           |
| CELKEM I. LIGA (1937–1940) | 63     | 62   | –      |                         |
| CELKEM I. LIGA (1940–1951) | 296    | 165  | 26 521 |                         |

## Trenérská kariéra
Po skončení hráčské kariéry se stal trenérem. Kromě maďarských prvoligových klubů vedl také Dynamo Žilina v československé lize v ročníku 1958/59. Žilinské A-mužstvo převzal po Alexandru Bartosiewiczovi od 24. května 1957 a v ročníku 1957/58 je pomohl vrátit do I. ligy.